# دنی کینتانا
دنی کینتانا (انگلیسی: Dani Quintana؛ زادهٔ ۸ مارس ۱۹۸۷) بازیکن فوتبال اهل اسپانیا است.
از باشگاه‌هایی که در آن بازی کرده‌است می‌توان به باشگاه خیمناستیک تاراگونا، باشگاه فوتبال الاهلی عربستان سعودی، باشگاه فوتبال یاگلونیا بیاویستوک، و باشگاه فوتبال قره‌باغ اشاره کرد.